# Периблема

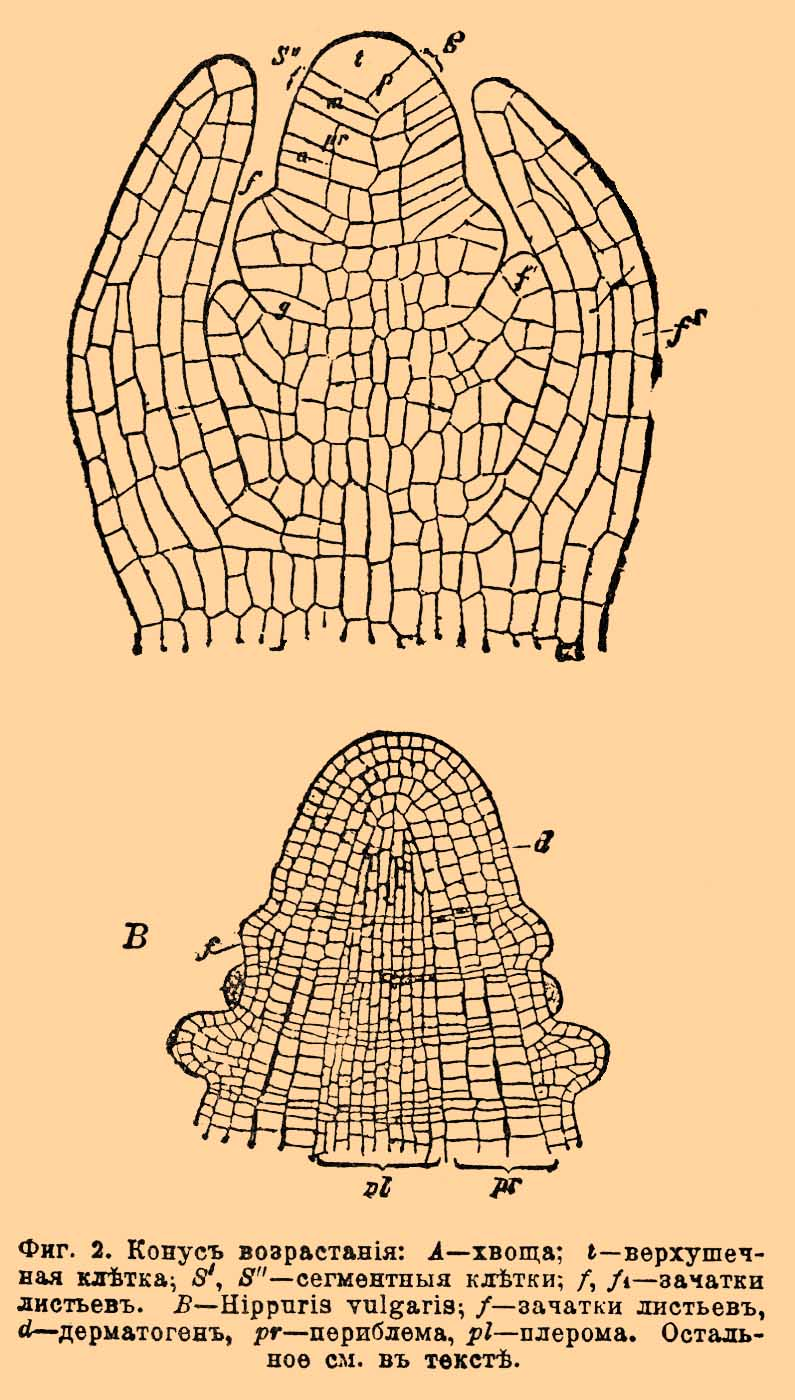
Конус возрастания: A — хвоща; t — верхушечная клетка; S′, S″ — сегментные клетки; f, f_{1} — зачатки листьев. B — Hippuris vulgaris; f — зачатки листьев; d — дерматоген; pr — периблема, pl — плерома.

Периблема (от греч. períblēma — покров, оболочка) — один из трёх слоев инициальных меристематических клеток растений по теории Ганштейна. Дифференцирование на три слоя, однако же, замечается далеко не у всех растений. Из периблемы образуются клетки первичной коры корня. У голосеменных из неё образуется протодерма, дифференцирующаяся в эпиблему или ризодерму, и клетки корневого чехлика.